# 浮石街道
浮石街道，是中华人民共和国浙江省衢州市衢江区所辖的一个街道。

## 下辖行政区
下辖：
塔石塘村、航东村、徐家坞村、姜家坞村、方家村、塔底村、浮东村、浮石村、窑里村和元桥村。